# Ķ
Ķ, ķ (K с седилью) — буква расширенной латиницы. Используется:
- в латышском языке, где является 17-й буквой по счёту;
- в латгальском языке, где является 18-й буквой по счёту.

Буква (наряду с другими буквами с седилью) введена в латышский алфавит в 1908 году комиссией под руководством К. Мюленбаха, и в 1919 году эта версия алфавита была официально утверждена.

## Произношение
Обозначает глухой палатальный взрывной согласный [c], близкий к русскому /ть/.
Противопоставляется звонкому Ģ, который означает звук [ɟ].
Буква часто встречается в словах иностранного происхождения, особенно в заимствованиях XVII века и раньше.